# 小行星8114
小行星8114（英語：8114 Lafcadio）是一颗围绕太阳公转的小行星。1996年4月24日，安部裕史在八束郡发现了此天体。
这颗小行星的绝对星等为211.4145210125559等。